# Муссе Ґей
Муссе Ґей (фр. Moussé Gueye; нар. 11 листопада 1996, Дакар) — французький волейболіст сенегальського походження, центральний блокувальник, гравець збірної Франції та львівського ВК «Барком-Кажани», який виступає в польській Плюс Лізі. 

## Життєпис
Народився 11 листопада 1996 року в місті Дакарі — столиці Сенегалу. До Франції переїхав у 13 років.
Волейболом почав займатися з 15 років у французькому місті Кале.
Грав у французьких клубах LISSP Calais (Кале, 2014/2015), Mende Volley Lozère (2015-2018), «Сен-Кентен Воллей» (Saint-Quentin Volley, 2018/2019), «Камбре Воллей» (Cambrai Volley, 2018/2019), «Нарбонн Воллей» (Narbonne Volley, 2019-2021), «Шомон» (Chaumont Volley-Ball 52, 2021/2022), «Нант Резе Метрополь» (Nantes Rezé Métropole, 2022/2023).
Потрапив до резервного складу команди 25 туру Плюс Ліги 2023—2024.
Зріст — 198 см, висота стрибка — 365 см, висота стрибка під час блокування — 325 см.

### Досягнення, нагороди
- переможець Ліги Націй 2022[3],
- володар Кубка Франції 2022,
- володар суперкубка Франції 2022[4],
- найкращий блокувальник Кубка Франції серед аматорів 2016-2017[5].